# جيم كورسي
جيم كورسي (بالإنجليزية: Jim Corsi) هو لاعب كرة قاعدة أمريكي، ولد في 9 سبتمبر 1961 في نيوتن في الولايات المتحدة.

## وصلات خارجية
- جيم كورسي على موقعبيزبول رفرنس.كوم (الدوري الرئيسي) (الإنجليزية)
- جيم كورسي على موقعبيزبول رفرنس.كوم (الدوري الثانوي) (الإنجليزية)
- جيم كورسي على موقع مشجعي الرسوم البيانية (الإنجليزية)